# 随机场
随机场（Random field）定义如下：
在概率论中，由样本空间Ω = {0, 1, ..., G − 1}n取样构成的随机变量Xi所组成的S = {X1, ..., Xn}。若对所有的ω∈Ω下式均成立，则称π为一个随机场。
{\displaystyle \pi (\omega )>0}。
一些已有的随机场如：马尔可夫随机场（MRF），吉布斯随机场（GRF），条件随机场（CRF），和高斯随机场。